# サン・レーオ
サン・レーオ（伊: San Leo ）は、イタリア共和国エミリア＝ロマーニャ州リミニ県にある、人口約2,800人の基礎自治体（コムーネ）。
サンマリノ共和国の西側に位置するコムーネである。峻険な岩山の突端にサン・レーオ城が所在する。2009年まではマルケ州ペーザロ・エ・ウルビーノ県に所属していた。

## 地理

### 位置・広がり
リミニ県南西部のコムーネ。サンマリノ市から西南西へ9km、リミニから南西へ26km、ウルビーノから北西へ30kmの距離にある。

#### 隣接コムーネ
隣接するコムーネは以下の通り。括弧内のPUはペーザロ・エ・ウルビーノ県、RSMはサンマリノ共和国所属を示す。
- アックアヴィーヴァ (RSM)
- キエザヌオーヴァ (RSM)
- サンマリノ市 (RSM)
- マイオーロ
- モンテコピオーロ
- モンテ・グリマーノ・テルメ (PU)
- ノヴァフェルトリア
- サッソフェルトリオ
- ポッジョ・トッリアーナ
- ヴェルッキオ

### 気候分類・地震分類
サン・レーオにおけるイタリアの気候分類 (it) および度日は、zona E, 2549 GGである。
また、イタリアの地震リスク階級 (it) では、zona 2 (sismicità media) に分類される。

## 行政

### 分離集落
サン・レーオには、以下の分離集落（フラツィオーネ）がある。
- Capicchio, Castelnuovo, Montefotogno, Montemaggio, Pietracuta, Pietramaura, Santa Lucia, Tausano, Torello

## 文化・観光

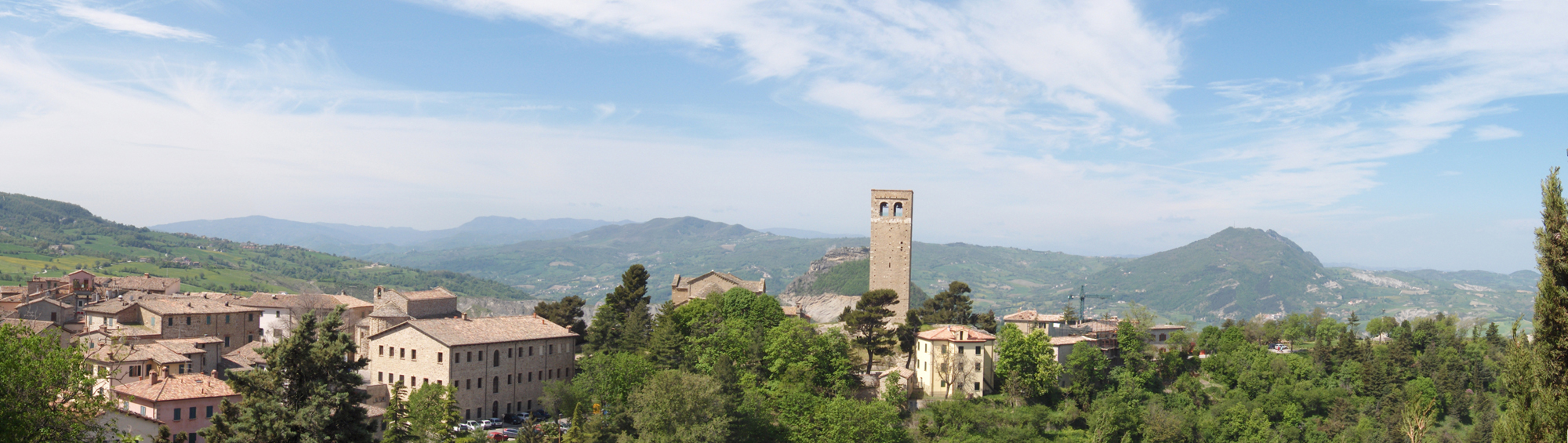
Vista di San Leo

「イタリアの最も美しい村」クラブ加盟コムーネである。
サン・レーオ城 (Forte di San Leo) 
サン・レーオ城は岩山の上に設けられ、マルケとロマーニャの境界を望む城である。この地の城砦はローマ人によって築かれて以後しばしば拡張された。15世紀にはウルビーノ公フェデリーコ・ダ・モンテフェルトロが、フランチェスコ・ディ・ジョルジョ・マルティーニに委ねて要塞化した。この城は、18世紀に活動した「山師」アレッサンドロ・ディ・カリオストロが幽閉され獄死した場所としても知られている。
2012年にトリップアドバイザー日本版の企画「バケットリスト」の「世界の名城25選」に選ばれた。『ルパン三世 カリオストロの城』に登場するカリオストロ城のモデルとなった、とも語られる。

## 姉妹都市
- Rab、クロアチア 2008年